# اندیس چینی پیرکانی
چینی پیرکانی یک اندیس مصالح ساختمانی است که در حوالی شهر نقده استان آذربایجان غربی قرار دارد و مادهٔ معدنی موجود در آن، سنگ چینی است.سنگ میزبان این اندیس سنگ آهک است و دیرینگی آن به دوران میوسن می‌رسد. 